# Anampses chrysocephalus
Anampses chrysocephalus е вид лъчеперка от семейство Labridae. Видът е незастрашен от изчезване.

## Разпространение и местообитание
Разпространен е в САЩ.
Среща се на дълбочина от 12 до 139 m, при температура на водата от 22,5 до 25,5 °C и соленост 34,9 – 35,3 ‰.

## Описание
На дължина достигат до 17 cm.
Популацията на вида е стабилна.